# Tastieră

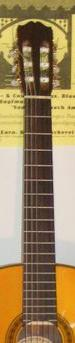
Tastieră de chitară

Tastiera (numită și grif) este o parte a instrumentelor cu coarde. Tastiera este de obicei făcută din lemn și este amplasată sub coarde, permițând interpretului să apese pe acestea în anumite locuri, ca să schimbe tonalitatea sunetelor produse.
La unele instrumente, tastiera are niște porțiuni rigide înălțate numite taste, amplasate perpendicular pe coarde. Acestea permit instrumentistului să producă tonalitățile exacte mai consecvent și mai ușor, asigurând și o atenuare mai mică a sunetului.